# Caladenia pilotensis
Caladenia pilotensis är en orkidéart som beskrevs av David Lloyd Jones. Caladenia pilotensis ingår i släktet Caladenia och familjen orkidéer.
Artens utbredningsområde är Victoria. Inga underarter finns listade i Catalogue of Life.